# Egernsund (plaats)
Egernsund is een plaats in de Deense regio Zuid-Denemarken, gemeente Sønderborg, en telt 1538 inwoners (2008).